# Ikuko Abe
Ikuko Abe (Japó) és una nedadora japonesa de natació sincronitzada retirada que va arribar a ser medallera de bronze mundial en Guayaquil 1982 en el concurs per duos.

## Carrera esportiva
Al Campionat Mundial de Natació de 1982 celebrat a Guayaquil va guanyar la bronze en la competició per duos, després del Canadà (or) i Estats Units (plata), al costat de la seva companya d'equip que va ser Masako Fujiwara.